# Egy csipet lélek
Az Egy csipet lélek (eredeti cím: A Little Bit of Soul) 1998-ben bemutatott ausztrál filmvígjáték, melynek rendezője, forgatókönyvírója és egyik producere Peter Duncan. A főbb szerepekben David Wenham és Geoffrey Rush látható.

## Cselekmény
Dr. Richard Shorkington az öregedés titkát kutatja és jól halad, de lassacskán elfogy a pénze, ezért támogatókra lenne szüksége. Épp egy lehetséges mecénásnál jár vendégségben, ahol találkozik egykori munkatársával, a szintén támogatókat kereső Kate Haslett-tel. Nemsokára kollégájának férje, Godfrey megjelenik, aki eszelős gonosz módjára viselkedik.

## Szereplők
| Szerep                  | Színész          | Magyar hang        |
| ----------------------- | ---------------- | ------------------ |
| Dr. Richard Shorkington | David Wenham     | Kassai Károly      |
| Godfrey Usher           | Geoffrey Rush    | Kárpáti Tibor      |
| Kate Haslett            | Frances O’Connor | Kisfalvi Krisztina |
| Dr. Sommerville         | John Gaden       | Áron László        |
| Grace Michael           | Heather Mitchell | Simorjay Emese     |
| Eugenie Mason           | Kerry Walker     |                    |
| bíró                    | Roy Billing      |                    |
| Fred McGrath            | Paul Blackwell   |                    |
| védőügyvéd              | Peter Duncan     | Wohlmuth István    |
| Mrs. Crane              | Iris Shand       |                    |